# Maisoncelles-Pelvey
Maisoncelles-Pelvey település Franciaországban, Calvados megyében. Lakosainak száma 251 fő (2022. január 1.). Maisoncelles-Pelvey Épinay-sur-Odon, Longvillers, Tracy-Bocage, Villers-Bocage és Seulline községekkel határos.

## Népesség
A település népességének változása:
| Lakosok száma | 235  | 211  | 203  | 247  | 263  | 262  | 262  | 263  | 260  | 251  |
|               | 1968 | 1982 | 1990 | 2006 | 2013 | 2015 | 2017 | 2019 | 2020 | 2022 |